# هايدن بلاكمان
هايدن بلاكمان (بالإنجليزية: Haden Blackman) هو كاتب أمريكي ومصمم ألعاب فيديو. اشتهر بقيادته لفريق تطوير لعبة مافيا 3.